# Grups de risc microbiològic
Els microorganismes han estat classificats en 4 grups de risc (WHO, World Health Organization, 2004), sistematització que només és aplicable als treballs de laboratori.
Segons la OMS (WHO, en anglès), cada país classifica els agents patògens d'aquest país pel grup de risc (GR) basant-se en la patogenicitat de l'organisme (que seria la mateixa en un país A i en un altre B), les formes de transmissió (característica pròpia del patogen i, per tant, igual al país A i al país B) i rang d'hostatgers de l'organisme (que ja no és igual a cada país, en funció dels animals o vectors presents, sobretot quan parlem de patògens zoonòtics). Aquests poden estar influïts pels nivells existents de la immunitat, la densitat i els moviments de les poblacions hostes, la presència de vectors competents i els estàndards apropiats d'higiene mediambiental. La classificació dins els grups de risc també té en compte:
- La disponibilitat de mesures preventives eficaces, com: la profilaxi mitjançant la vacunació o el antisèrum; mesures sanitàries, per exemple, el nivell de seguretat alimentària i subministrament d'aigua potable; el control de reservoris animals o vectors artròpodes; el moviment de persones o animals; i la importació d'animals o producte animals infectat.
- La disponibilitat de tractament eficaç. Això inclou la immunització passiva i la vacunació postexposició, antibiòtics i agents quimioterapèutics, tenint en compte la possibilitat de l'aparició de soques resistents. És important tenir en compte les condicions que prevalen en la zona geogràfica en la qual els microorganismes es troben.

En funció de tot això tindríem:
- OMS Grup de Risc 1 o GR1 (sense risc o amb baix risc individual i comunitari). Aquells microorganismes que és improbable causin malalties humanes o animals.[1][3]
- OMS Grup de risc 2 o GR2 (risc individual moderat, risc poblacional baix). Un patogen que pot provocar una malaltia humana o animal, però és poc probable que sigui un seriós perill pels treballadors de laboratori, la comunitat, la ramaderia i el medi ambient. L'exposició exposició al patogen dins un laboratori pot provocar una infecció greu, però les mesures de tractament i preventives existents són eficaces i estan disponibles; el risc de propagació de la infecció és limitat. Exemples serien el virus de l'hepatitis A, el virus de la grip, els Norovirus, etc.[1][3]
- OMS Grup de risc 3 o GR3 (risc individual elevat, risc poblacional baix). Un patogen que provoca generalment una greu malaltia humana o animal, però no es transmet d'un individu infectat a un altre. Hi ha tractament disponible i les mesures preventives són eficaces. Exemples serien el virus de la febre del Nil Occidental o West Nile Virus, virus de grip aviària altament patogènics, el virus Chikungunya, Yersinia pestis, etc.[1]
- [3]OMS Grup de risc 4 o GR4 (alt risc individual i comunitari). Un patogen que provoca generalment una greu o molt greu malaltia humana o animal i que es transmet fàcilment d'una persona (o animal) a una altra, directament o indirectament. No hi ha disponibles tractaments i mesures preventives eficaces. Seria el cas de virus de febres hemorràgiques com Ebola, Marburg.[1]

No hi ha una equivalència exacta entre els grups de risc (GR1 a GR4) i els Nivells de BioSeguretat (NBS1 a NBS4, en anglès amb equivalències Biosafety Level (BSL) 1 a 4). El grup de risc classifica un patogen dins d'una escala humana (el mal que pot infligir a l'ésser humà o als seus interessos: ramaderia, agricultura) mentre la bioseguretat fa referència a les pràctiques i procediments operatius, però també al disseny, construcció i equipament de la instal·lació (als elements de biocontenció que disposem). L'assignació d'una activitat experimental amb un patogen concret a un nivell de bioseguretat (NBS) s'ha de basar en una avaluació del risc coherent. A un patogen GR 2 se li assigna comunament un nivell de bioseguretat 2, però en circumstàncies concretes (molt altes concentracions del patogen, alta probabilitat de generació d'aerosols, etc.) pot demandar manipulació en una instal·lació NBS3.
Hi ha altres classificacions d'agents per grups de risc microbiològic emeses per altres institucions, com els Centers for Disease Control and Prevention (CDC), o la Public Health Agency of Canada (PHAC), que comparteixen l'escala i tenen petites diferències en el redactat.